# Felipe Fernández-Armesto
Felipe Fernández-Armesto, född 1950 i London, är en brittisk historiker av spanskt ursprung. 
Fernández-Armesto har studerat vid Oxford där han nu undervisar i historia. Han är specialist på den spanska världens historia och komparativ kolonialforskning och har haft stor framgång med en biografi över Columbus. För svensk läsekrets är han kanske mest känd för den världshistoriska exposén Millennium (1995).
Han är redaktör för Times Atlas of World Exploration och har arbetat som journalist och kritiker för The Times, European, Guardian, New York Times och Economist.